# Limenitis serpentina
Limenitis serpentina är en fjärilsart som beskrevs av Hans Fruhstorfer 1915. Limenitis serpentina ingår i släktet Limenitis och familjen praktfjärilar. Inga underarter finns listade i Catalogue of Life.